# Harlem Globetrotters (serial animowany)
Harlem Globetrotters – amerykański serial animowany wyprodukowany przez studio Hanna-Barbera w 1970. 
Nie był emitowany na żadnym polskim kanale telewizyjnym.
Tytułowe postacie z serialu wystąpiły również w 3 odcinkach serialu Nowy Scooby Doo jako goście specjalni.

## Fabuła
Serial opowiada o przygodach drużyny koszykarskiej Harlem Globetrotters. 